# (7142) Spinoza
(7142) Spinoza ist ein Asteroid des äußeren Hauptgürtels, der am 12. August 1994 vom belgischen Astronomen Eric Walter Elst am La-Silla-Observatorium (IAU-Code 809) der Europäischen Südsternwarte in Chile entdeckt wurde.
Der Asteroid wurde nach dem niederländischen Philosophen Baruch de Spinoza (1632–1677) benannt, der dem Rationalismus zugeordnet wird. Er gilt als einer der Begründer der modernen Bibel- und Religionskritik und neben René Descartes und Gottfried Wilhelm Leibniz zu den einflussreichsten Philosophen des 17. Jahrhunderts.
Der Himmelskörper gehört zur Themis-Familie, einer Gruppe von Asteroiden, die nach (24) Themis benannt wurde.